# Fontangy
 Fontangy  là một xã ở tỉnh Côte-d’Or trong vùng Bourgogne-Franche-Comté, phía đông nước Pháp. Xã Fontangy nằm ở khu vực có độ cao trung bình 450 mét trên mực nước biển.